# Timber Sycamore
Timber Sycamore – tajny program obejmujący dostawy broni i szkolenia dla syryjskich rebeliantów, prowadzony przez amerykańską Centralną Agencję Wywiadowczą (CIA) przy wsparciu Wielkiej Brytanii i niektórych arabskich służb wywiadowczych, w tym wywiadu katarskiego, saudyjskiego i jordańskiego. Docelowym założeniem programu było odsunięcie od władzy prezydenta Syrii Baszszara al-Asada.

## Przebieg
Operacja rozpoczęła się w 2012 lub 2013 roku i obejmowała zapewnianie pieniędzy, broni i szkoleń syryjskim grupom opozycyjnym walczącym z siłami rządowymi Syrii w wojnie domowej w Syrii.
Było to możliwe dzięki tajnemu upoważnieniu CIA w 2013 roku przez prezydenta Barack Obama do podejmowania takich działań.
Stany Zjednoczone dostarczały broń za pośrednictwem bazy lotniczej Ramstein w Niemczech – prawdopodobnie naruszając niemieckie prawo.

## Konsekwencje i krytyka
Konsekwencją programu był napływ amerykańskiej broni, w tym karabinów szturmowych, moździerzy i granatników przeciwpancernych, na czarny rynek Bliskiego Wschodu, z której część trafiła ostatecznie do arsenałów Państwa Islamskiego.
Krytycy programu w administracji Obamy uznali go za nieskuteczny i kosztowny, a także wyrazili obawy dotyczące przejmowania broni przez grupy islamistyczne oraz walki rebeliantów wspieranych przez tę operację u boku Frontu Al-Nusra, będącego syryjską gałęzią al-Kaidy.

## Zamknięcie programu
W lipcu 2017 roku urzędnicy amerykańscy oświadczyli, że program Timber Sycamore zostanie zamknięty, a środki zostaną przekierowane na walkę z Państwem Islamskim oraz na zapewnienie zaprzyjaźnionym siłom rebelianckim zdolności obronnych.